# Циммермановське сільське поселення
Циммерма́новське сільське поселення (рос. Циммермановское сельское поселение) — сільське поселення у складі Ульчського району Хабаровського краю Росії.
Адміністративний центр та єдиний населений пункт — селище Циммермановка.

## Населення
Населення сільського поселення становить 1141 особа (2019; 1504 у 2010, 1848 у 2002).